# Sarntaler Alpen
De Sarntaler Alpen (Italiaans: Alpi Sarentine) vormen een gebergte in de Oostelijke Alpen in de provincie Zuid-Tirol in de Italiaanse regio Trentino-Zuid-Tirol.
Het gebergte wordt omgeven door de Adige, de Eisack, het Passeiertal en de Jaufenpas. De weg over het Penser Joch (2215 meter) scheidt de bergketen in een westelijk en een oostelijk deel. Deze weg voert van Sterzing naar Bozen en voert door het Sarntal, waarnaar het gebergte vernoemd is. Met name het noordelijke deel van de Sarntaler Alpen is toeristisch weinig ontsloten.
De hoogste top van de Sarntaler Alpen wordt gevormd door de Hirzer (Punta Cervina, 2781 m). Drie gondelbanen (Ifinger-Seilbahn, Rittner Horn-Seilbahn en Hirzerseilbahn) voeren het gebergte in. De bedevaartskerk van Latzfonser Kreuz is op 2311 meter hoogte een van de hoogst gelegen bedevaartsoorden van Europa.
In het deel van de Sarntaler Alpen ten noorden van Bozen zijn aardpiramiden te vinden. De bergketen bestaat met name uit kwarts (metamorf gesteente) en graniet (stollingsgesteente).

## Aangrenzende gebergten
De volgende gebergten grenzen aan de Sarntaler Alpen:
- Stubaier Alpen (in het noordwesten)
- Zillertaler Alpen (in het noordoosten)
- Dolomieten (in het oosten)
- Fleimstaler Alpen (in het zuiden)
- Nonsberggroep (in het zuidwesten)
- Ötztaler Alpen (in het westen)

## Bergtoppen
De belangrijkste bergtoppen in de Sarntaler Alpen zijn:
- Hirzer (Ital. Punta Cervina), 2781 m
- Jakobsspitze (Ital. Cima San Giacomo), 2742 m
- Tagewaldhorn (Ital. Cono di Tramin), 2708 m
- Penser Weißhorn (Ital. Corno Bianco), 2705 m
- Ifinger (Ital. Ivigna), 2581 m
- Kassianspitze (Ital. Cima San Cassiano), 2581 m
- Villanderberg (Ital. Monte Villandro), 2509 m
- Königsangerspitze (Ital. Monte Pascolo), 2439 m
- Rittner Horn (Ital. Corno del Renon), 2260 m

## Berghutten
- Penser-Joch-Haus, 2215 m
- Flaggerschartenhütte (ook: Marburger Hütte, Ital. Rifugio Forcella Vallaga)
- Radlseehütte (Ital. Rifugio Lago Rodella), 2284 m
- Klausener Hütte (Ital. Rifugio Chiusa al Campaccio), 1923 m
- Latzfonser-Kreuz-Hospiz (Ital. Rifugio Santa Croce di Lazfons), 2311 m
- Rittner-Horn-Haus (Ital. Rifugio Corno del Renon), 2261 m